# The Name Chapter: TEMPTATION
The Name Chapter: Temptation (Hangul: 이름의 장: TEMPTATION; Romaja: Ireumui Jang: Temptation) là EP mở rộng bằng tiếng Hàn thứ năm của nhóm nhạc nam Hàn Quốc Tomorrow X Together. Nó được phát hành vào ngày 27 tháng 1 năm 2023, thông qua Big Hit Music và Republic Records. Bao gồm năm bài hát, bao gồm cả đĩa đơn chính "Sugar Rush Ride". Để hỗ trợ cho EP, nhóm sẽ bắt đầu chuyến lưu diễn thứ hai, Act: Sweet Mirage, bắt đầu vào tháng 3 năm 2023.

## Bối cảnh và phát hành
Hybe Corporation, công ty mẹ của Big Hit Music, lần đầu tiên tiết lộ kế hoạch cho Tomorrow X Together phát hành một EP vào tháng 1 năm 2023 tại cuộc họp giao ban của công ty vào ngày 9 tháng 11 năm 2022. Loạt album mới của nhóm, The Name Chapter, đã được hé lộ đầu tiên trong buổi biểu diễn của họ tại Giải thưởng âm nhạc Melon 2022 vào ngày 26 tháng 11 và một lần nữa trong đoạn giới thiệu khái niệm được tải lên kênh YouTube chính thức của họ vào ngày 3 tháng 12. EP chính thức được công bố trên các nền tảng mạng xã hội vào ngày 14 tháng 12 và phát hành vào ngày 27 tháng 1 năm 2023.
Vào ngày 30 tháng 11 năm 2022, TXT đã phát hành một đoạn giới thiệu cho đoạn giới thiệu ý tưởng sắp ra mắt sau đó của họ, "The Name Chapter", được phát hành vào ngày 3 tháng 12.
Vào ngày 15 tháng 12, TXT đã phát hành một video chuyển động logo, thông báo rằng The Name Chapter: Temptation sẽ được phát hành vào ngày 27 tháng 1 năm 2023.

## Hiệu suất thương mại
YG PLUS tiết lộ rằng tính đến ngày 25 tháng 1, The Name Chapter: Temptation đã đạt 2,16 triệu đơn đặt hàng trước.
| Đánh giá chuyên môn | Đánh giá chuyên môn |
| Nguồn đánh giá      | Nguồn đánh giá      |
| Nguồn               | Đánh giá            |
| ------------------- | ------------------- |
| NME                 | [ 4 ]               |

Tất cả các bài hát từ The Name Chapter: Temptation đều lọt vào top 10 trên bảng xếp hạng Melon Top 100, giúp TXT trở thành nhóm đầu tiên có tất cả các bài hát từ bảng xếp hạng mini album lọt vào top 10.
Hanteo báo cáo rằng The Name Chapter: Temptation đã bán được 1.868.919 bản trong ngày đầu tiên phát hành, gấp đôi kỷ lục bán hàng trong ngày đầu tiên trước đó của họ là 918.413 bản với Minisode 2: Thursday's Child. Nó cũng phá vỡ doanh số tuần đầu tiên trước đó của họ chỉ trong một ngày. Vào ngày 1 tháng 2, album đã bán được 2.007.061 bản, đưa TXT trở thành nghệ sĩ Kpop thứ 4 vượt mốc 2 triệu bản. Trong tuần đầu tiên phát hành, nó đã bán được 2.180.889 bản.
The Name Chapter: Temptation đã đạt vị trí số 1 tại 30 quốc gia khác nhau trên bảng xếp hạng iTunes Top Albums tính đến ngày 28 tháng 1. Ca khúc chủ đề "Sugar Rush Ride" cũng đạt vị trí số 1 tại 17 quốc gia khác nhau trên bảng xếp hạng iTunes Top Songs.
"Sugar Rush Ride" ra mắt ở vị trí thứ 38 trên bảng xếp hạng Global Top Songs của Spotify với 2.216.222 lượt stream trong ngày đầu tiên, trở thành bài hát có thứ hạng cao nhất của nhóm trên bảng xếp hạng. Tất cả các B-side khác cũng lọt vào top 120 của bảng xếp hạng.
Vào ngày 28 tháng 1, Oricon thông báo rằng The Name Chapter: Temptation đã ra mắt ở vị trí số 1 trên bảng xếp hạng album hàng ngày với 184.971 bản được bán ra trong ngày đầu tiên phát hành tại Nhật Bản. Ngoài ra, album đã ra mắt ở vị trí số 1 trên bảng xếp hạng Album hàng tuần của Oricon với hơn 185.000 bản được bán ra. Đây là album thứ bảy liên tiếp của TXT ra mắt ở vị trí số 1 trên bảng xếp hạng, khiến họ trở thành nhóm nhạc nước ngoài đầu tiên làm được điều này.
The Name Chapter: Temptation ra mắt ở vị trí thứ 3 trên bảng xếp hạng Top Albums ở Pháp, đưa TXT trở thành nhóm nhạc Kpop thứ ba lọt vào top ba. Nó cũng ra mắt ở vị trí thứ 15 trên Bảng xếp hạng 100 album hàng đầu của Offizielle Deutsche Charts tại Đức, hạng 65 trên Bảng xếp hạng lượt tải xuống đĩa đơn chính thức của Vương quốc Anh và hạng 68 trên Bảng xếp hạng doanh số đĩa đơn chính thức của nó.

## Danh sách bài hát
| Danh sách bài hát của The Name Chapter: Temptation | Danh sách bài hát của The Name Chapter: Temptation | Danh sách bài hát của The Name Chapter: Temptation | Danh sách bài hát của The Name Chapter: Temptation | Danh sách bài hát của The Name Chapter: Temptation |
| STT                                                | Nhan đề                                            | Sáng tác | Nhà sản xuất                                       | Thời lượng                                         |
| -------------------------------------------------- | -------------------------------------------------- | --- | -------------------------------------------------- | -------------------------------------------------- |
| 1.                                                 | "Devil by the Window"                              | Slow Rabbit Blvsh Chris James | Slow Rabbit                                        | 3:06                                               |
| 2.                                                 | "Sugar Rush Ride"                                  | Slow Rabbit Sofia Kay Supreme Boi Moa "Cazzi Opeia" Carlebecker "Hitman" Bang Salem Ilese Krysta Youngs Myah Marie Langston Ollipop                            | Slow Rabbit                                        | 3:07                                               |
| 3.                                                 | "Happy Fools" (ft Coi Leray)                       | Slow Rabbit Yeonjun Leray Akil "Worldwidefresh" King Beomgyu Taehyun Revin Soobin Heuningkai                                                                   | Slow Rabbit                                        | 2:36                                               |
| 4.                                                 | "Tinnitus (Wanna Be a Rock)" (돌멩이가 되고 싶어)  | Ebby Dystinkt Beats Smash David David Cabral Taehyun Jeon Ji-eun Yeonjun Lee Seu-ran Stella Jang Jo Yoon-kyung Danke January 8th                               | Dystinkt Beats David                               | 2:37                                               |
| 5.                                                 | "Farewell, Neverland" (네버랜드를 떠나며)          | Carson Thatcher "Hitman" Bang Joseph Kurbanov Revin James Sullivan Jake Torrey Peter Thomas El Capitxn Yeonjun Carlebecker Ellen Berg Jeong Jin-woo Jang Danke | Thatcher                                           | 3:01                                               |
| Tổng thời lượng:                                   | Tổng thời lượng:                                   | Tổng thời lượng: | Tổng thời lượng:                                   | 14:26                                              |

## Giải thưởng

### Chương trình âm nhạc
| Bài hát           | Chương trình âm nhạc | Ngày                    |
| ----------------- | -------------------- | ----------------------- |
| "Sugar Rush Ride" | M Countdown (Mnet)   | Ngày 2 tháng 2 năm 2023 |
| "Sugar Rush Ride" | Music Bank (KBS)     | Ngày 3 tháng 2 năm 2023 |